# كالفين إي. رايت
كالفين إي. رايت (بالإنجليزية: Calvin E. Wright)‏ هو سياسي أمريكي، ولد في 1909، وتوفي في 1988 بسبب ذات الرئة. حزبياً، نشط في الحزب الديمقراطي.